# Симон, Андрес
Андрес Симон Гомес (исп. Andrés Simón Gómez; род. 15 сентября 1961 или 15 апреля 1961, Гуантанамо) — кубинский легкоатлет, специалист по бегу на короткие дистанции. Выступал за сборную Кубы по лёгкой атлетике в 1984—1996 годах, обладатель бронзовой медали Олимпийских игр в Барселоне, чемпион мира в помещении, дважды серебряный призёр Игр доброй воли, победитель Всемирной Универсиады, серебряный призёр Панамериканских игр, четырёхкратный чемпион Центральноамериканских и Карибских игр, действующий рекордсмен страны в эстафете 4×100 метров.

## Биография
Андрес Симон родился 15 сентября (по другим данным — 15 апреля) 1961 года в городе Гуантанамо, Куба.
Первых серьёзных успехов в лёгкой атлетике добился в сезоне 1984 года, когда вошёл в состав кубинской сборной и выступил на нескольких международных стартах. Рассматривался в качестве кандидата на участие в летних Олимпийских играх в Лос-Анджелесе, однако Куба вместе с несколькими другими странами восточного блока бойкотировала эти соревнования по политическим причинам. Вместо этого Симон выступил на альтернативном турнире «Дружба-84» в Москве, где в беге на 100 метров занял восьмое место.
В 1985 году на центральноамериканском и карибском чемпионате в Нассау одержал победу в индивидуальном беге на 100 метров и в эстафете 4×100 метров. Будучи студентом, представлял Кубу на Всемирной Универсиаде в Кобе, где в тех же дисциплинах выиграл серебряную и золотую медали.
В 1986 году на домашнем иберо-американском чемпионате в Гаване завоевал серебряные награды на 100-метровой дистанции и в эстафете 4×100 метров. На Центральноамериканских и Карибских играх в Сантьяго в тех же дисциплинах одержал победу.
В 1987 году бежал 60 метров на чемпионате мира в помещении в Индианаполисе. В эстафете 4×100 метров выиграл серебряную медаль на Панамериканских играх в Индианаполисе. Бежал 100 метров и эстафету 4×100 метров на чемпионате мира в Риме, в обоих случаях дошёл до полуфинала.
На иберо-американском чемпионате 1988 года в Мехико занял первое место в эстафете 4×100 метров. Олимпиаду в Сеуле вновь пропустил из-за бойкота.
В 1989 году выиграл 60 метров на чемпионате мира в помещении в Будапеште. В беге на 100 метров и эстафете 4×100 метров стал серебряным призёром на центральноамериканском и карибском чемпионате в Сан-Хуане. На Кубке мира в Барселоне показал шестой результат в эстафете.
В 1990 году в эстафете 4×100 метров стал серебряным призёром на Играх доброй воли в Сиэтле, победил на Центральноамериканских и Карибских играх в Мехико.
На чемпионате мира в помещении 1991 года в Севилье финишировал пятым в финале бега на 60 метров. Стартовал в 100-метровой дисциплине на домашних Панамериканских играх в Гаване, но в финал не вышел.
В 1992 году на иберо-американском чемпионате в Севилье получил серебро в беге на 100 метров и завоевал золото в эстафете 4×100 метров. Благодаря череде успешных выступлений удостоился права защищать честь страны на Олимпийских играх в Барселоне — в эстафете 4×100 метров вместе с соотечественниками Хоэлем Ламелой, Хоэлем Исаси и Хорхе Агилерой установил ныне действующий рекорд Кубы (38,00) и завоевал бронзовую олимпийскую медаль, пропустив вперёд только команды из США и Нигерии. Также в этом сезоне стал вторым в эстафете на домашнем Кубке мира в Гаване.
В 1993 году в 60-метровом беге занял седьмое место на чемпионате мира в помещении в Торонто. На Центральноамериканских и Карибских играх в Понсе в беге на 100 метров и эстафете 4×100 метров выиграл серебряную и золотую медали соответственно. На чемпионате мира в Штутгарте показал в финале эстафеты четвёртый результат.
В 1994 году среди прочего стал серебряным призёром в эстафете 4×100 метров на Играх доброй воли в Санкт-Петербурге, отметился победой на иберо-американском чемпионате в Мар-дель-Плате.
В 1996 году в беге на 100 метров занял шестое место на иберо-американском чемпионате в Медельине. Принимал участие в Олимпийских играх в Атланте, где в программе эстафеты 4×100 метров стал шестым. По окончании сезона завершил спортивную карьеру.